# Ella Marie Hætta Isaksen

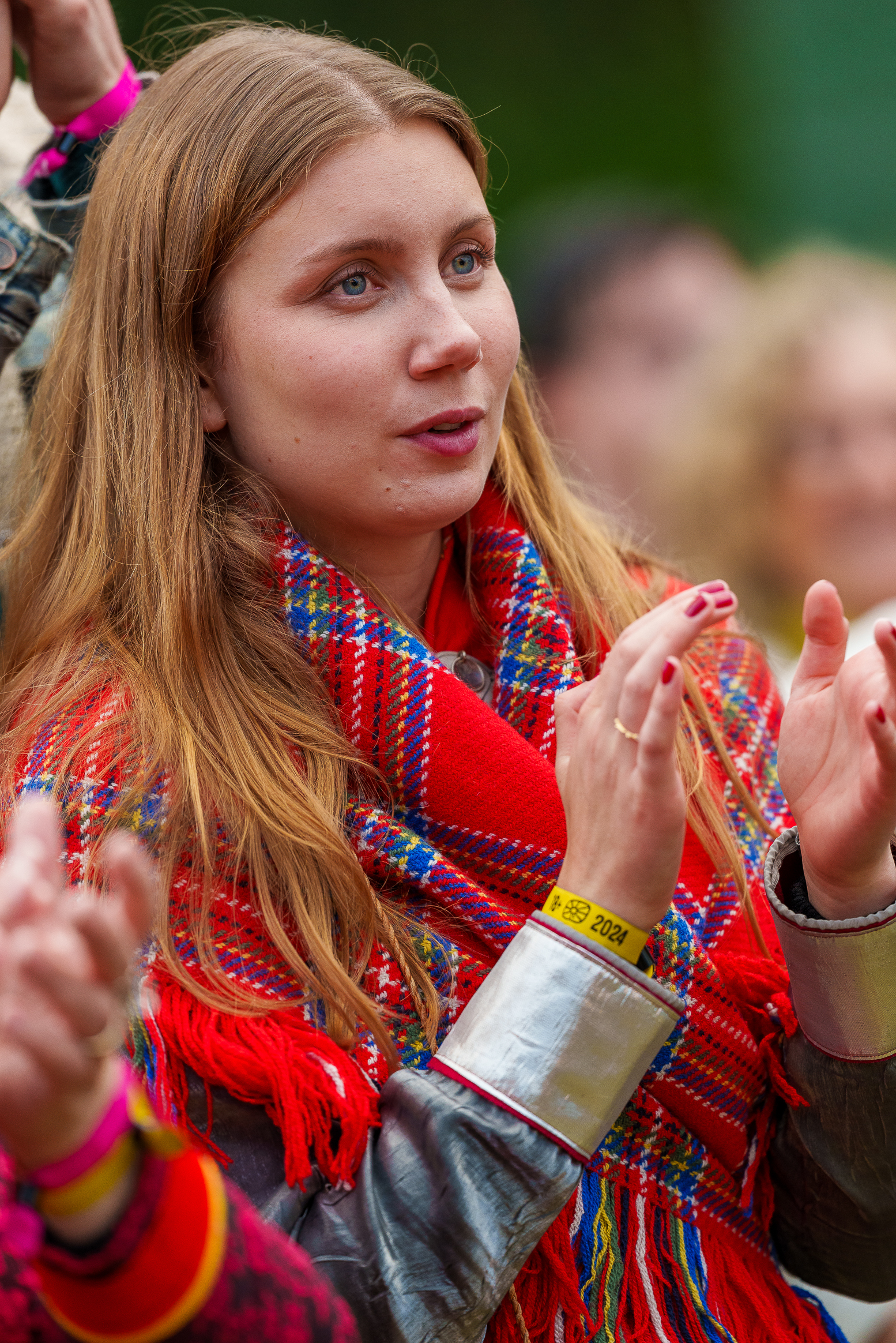
Ella Marie Hætta Isaksen, 2024

Ella Marie Hætta Isaksen (* 25. April 1998 in Tana) ist eine norwegisch-samische Sängerin, Joikerin, Schauspielerin und Aktivistin. Als Solokünstlerin tritt sie als Ella Marie auf. Im Jahr 2018 gewann sie die Musikshow Stjernekamp. Isaksen war die Sängerin der Band ISÁK. Zudem ist sie auch als Umweltaktivistin und Aktivistin für samische Angelegenheiten tätig.

## Leben

### Herkunft und Ausbildung
Isaksen wuchs in der Kommune Tana im Norden Norwegens auf. Sie begann an der Kulturschule in Tana Schauspiel und Gesang zu erlernen. Später zog sie nach Alta, wo sie die weiterführende Schule im Zweig für Musik, Tanz und Drama besuchte.

### Musikkarriere

#### Solokarriere
Im Jahr 2016 gewann sie im Alter von 17 Jahren den samischen Gesangswettbewerb Sámi Grand Prix mit dem Lied Luoddaearru. Aufgrund ihres Siegs durfte sie im April 2017 die samischen Sprachen beim Wettbewerb Liet International, einem Gesangswettbewerb für europäische Minderheitensprachen, vertreten. Auch diesen in Kautokeino stattfindenden Wettbewerb konnte sie für sich entscheiden.
Im Oktober 2018 gewann sie die siebte Staffel der Musikshow Stjernekamp beim norwegischen TV-Senders Norsk rikskringkasting (NRK). Nach dem Ende ihrer Band Isák startete sie eine Solo-Karriere unter dem Künstlernamen Ella Marie. Im März 2024 wurde ihr beim Sámi Grand Prix der samische Musikpreis Áillohaš überreicht.

#### ISÁK
Von 2017 bis 2023 gehörte sie der Band Isák an. Sie gründete die Band gemeinsam mit Daniel Eriksen und Aleksander Kostopoulos im Februar 2017. Isaksen selbst beschrieb die Band, in der sie auf Englisch und Nordsamisch sang, als Elektrojoik-Band. Sie erklärte, dass sie mit der Band nicht auf Weltmusik setzen wollte und entsprechende Plattenverträge abgelehnt hätte. Ihre Band erhielt schließlich einen Vertrag bei Little Big Music.
Mit Isák veröffentlichte sie im Jahr 2018 gemeinsam mit Steve Aoki und Alan Walker die Single (Are You) Lonely. Im Jahr 2019 kam das Debütalbum Ealán heraus, das in die norwegischen Albumcharts einstieg. Im Januar 2021 veröffentlichte die Band das zweite Album. Im September 2023 spielte die Band das letzte Konzert.

### Aktivismus
Bis Sommer 2018 war sie Mitglied im Vorstand von Natur og Ungdom, einem norwegischen Jugend-Umweltschutzverband. In der Finnmark war sie dessen Vorsitzende. Im Mai 2019 unterstützte sie eine Aktion norwegischer Künstler, den Eurovision Song Contest 2019 in Tel Aviv zu boykottieren.
Von der norwegischen Ausgabe der Modezeitschrift Elle wurde sie im November 2020 als einer der 22 Frauen des Jahres aufgeführt. Die Begründung für ihre Aufnahme in die Liste war, dass sie eine wichtige Stimme ihrer Generation sei und sich als Klimaaktivistin und als Aktivistin für die samische Kultur einsetze. Im Herbst 2021 wurde mit Derfor må du vite at jeg er same, einem Buch über samische Kultur und Geschichte, ihr erstes Buch veröffentlicht.
Über Isaksen Engagement gegen ein geplantes Kupferbergwerk am Repparfjord entstand der Dokumentarfilm Rahčan – Ellas opprør. Ihre Ablehnung des Projekts begründete sie damit, dass das Bergwerk für die Umwelt und durch die Beeinträchtigung der Rentiere auch für die in der Gegend lebenden Samen problematisch sei.
Im Februar 2023 demonstrierte sie gemeinsam mit weiteren samischen Aktivisten und Umweltaktivisten mehrere Tage lang in der Rezeption des Erdöl- und Energieministeriums gegen den Fortbestand des Fosen-Windparks. Später setzten die Proteste im Osloer Regierungsviertel fort. Für ihre Proteste erhielt sie im März 2023 den Fritt-Ord-Ehrenpreis.

### Weitere Tätigkeiten
Im Jahr 2022 begann sie gemeinsam mit Sajje Solbakk den NRK-Podcast Gozuid alde zu leiten. Der von den beiden gestartete Podcast ist in nordsamischer Sprache gehalten. Im Jahr 2023 kam der Film Ellos eatnu – La elva leve über den Alta-Konflikt heraus, in dem Isaksen mit einer Hauptrolle ihr Schauspieldebüt gab. Für ihre Arbeit erhielt sie beim norwegischen Filmpreis Filmkritikerprisen im Jahr 2024 die Auszeichnung in der Kategorie „Bester Schauspieler“.

## Auszeichnungen
- 2023: Fritt-Ord-Ehrenpreis
- 2024: Filmkritikerprisen, „Bester Schauspieler“ (für Ellos eatnu – La elva leve)[25]
- 2024: Áillohaš-Preis[7]

## Werke
- mit Randi Helene Svendsen: Derfor må du vite at jeg er same. Cappelen Damm, 2021

## Filmografie
- 2023: Ellos eatnu – La elva leve